# Bray-Dunes
Bray-Dunes es una comuna francesa situada en el departamento del Norte, en la región de Alta Francia.

## Geografía
Situada a orillas del mar del Norte, en la frontera con Bélgica, la comuna se encuentra entre la metrópolis de Dunkerque, a 15 kilómetros al oeste, y la pequeña villa de De Panne (Bélgica) (a 10 kilómetros por carretera, pero a poco más de dos kilómetros por la playa).
Bray-Dunes es la comuna más septentrional de Francia, incluidos los territorios de ultramar.
Está atravesada por una carretera de dos vías que conecta Dunkerque (vía Zuydcoote y Leffrinckoucke) con Veurne (vía De Panne).

## Historia
Fundada en 1883 por Alphonse Bray, armador de Dunkerque, Bray-Dunes era en su origen una aldea de Ghyvelde.

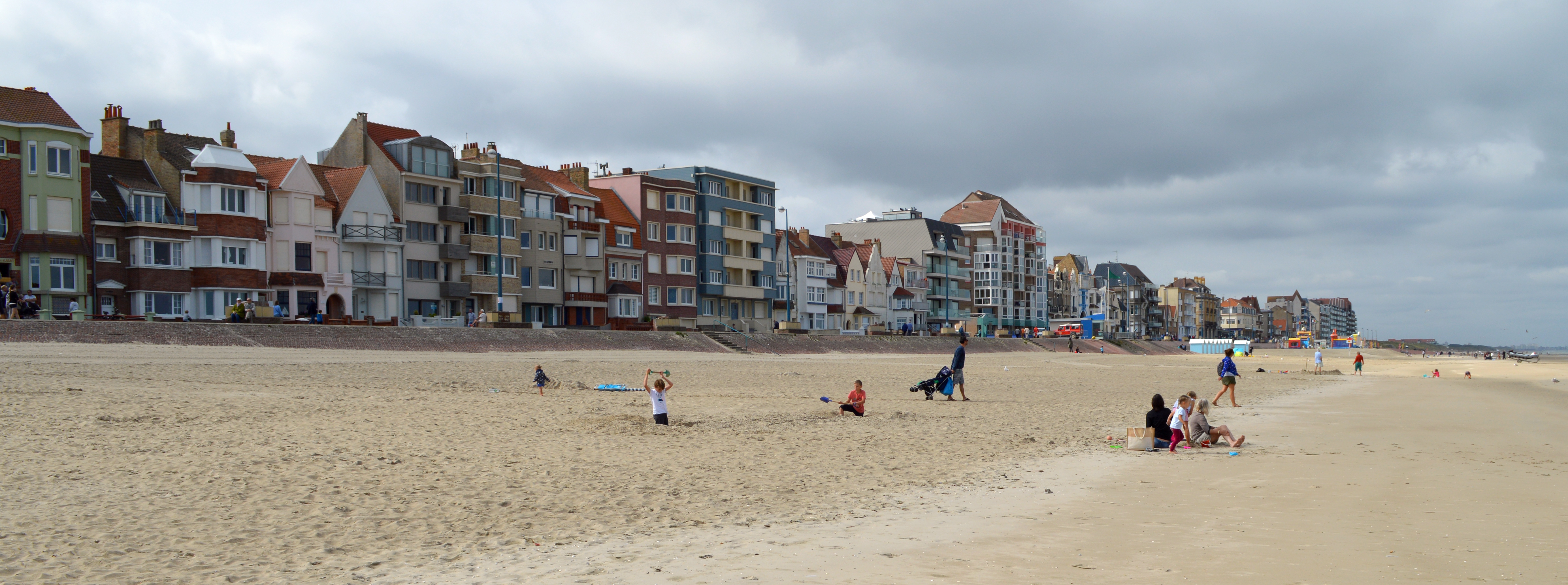

## Lugares y monumentos
La comuna cuenta con dos iglesias. En la localidad en sí se encuentra la Iglesia de Nuestra Señora de las Dunas (église Notre-Dame des Dunes), restaurada tras la Segunda Guerra Mundial. En la playa se encuentra una iglesia más pequeña, la del Sagrado Corazón (église du Sacré-Cœur).

## Demografía
| 3718 | 3673 | 4765 | 4777 | 4755 | 4557 | 4380 |
| Para los censos de 1962 a 1999 la población legal corresponde a la población sin duplicidades (Fuente: INSEE [Consultar]) |      |      |      |      |      |      |